# Adam Ferdynand Krukowiecki
Adam Ferdynand Krukowiecki herbu Pomian (ur. po 1751, zm. 1808 w Wiedniu) – polski właściciel ziemski.

## Życiorys
Był wnukiem Franciszka (dziedzic Łopuszki i Zagórza) oraz synem Józefa (tytułowany podczaszym nurskim, od 1743 właściciel części Wiszenki i Podlisek) z jego drugiego małżeństwa z Konstancją Złocką (zm. 1788). Miał rodzeństwo: Michała (właściciel Kustowiec na Wołyniu), Ignacego (1750-1827, szambelan króla Stanisława Augusta Poniatowskiego), Kajetana, Anielę (zm. 1825). Wraz z braćmi został wylegitymowany ze szlachectwa w 1782 w ziemstwie lwowskim i grodzie przemyskim.
Pełnił funkcję konsyliarza apelacyjnego galicyjskiego. Był właścicielem Łączny i Kamyka.
Do końca życia był kawalerem. Zmarł w 1808 w Wiedniu.